# فرانسیس کربیریو
فرانسیس کربیریو (فرانسوی: Francis Kerbiriou‎؛ زادهٔ ۱۱ مهٔ ۱۹۵۱) دونده سرعت اهل فرانسه است.